# Isochromodes
Isochromodes är ett släkte av fjärilar. Isochromodes ingår i familjen mätare.

## Dottertaxa tillIsochromodes, i alfabetisk ordning[1]
- Isochromodes analiplaga
- Isochromodes ardilla
- Isochromodes aroaria
- Isochromodes atristicta
- Isochromodes auxilians
- Isochromodes bellona
- Isochromodes beon
- Isochromodes bermeja
- Isochromodes bidentata
- Isochromodes boarmiata
- Isochromodes brumosa
- Isochromodes caletra
- Isochromodes canisquama
- Isochromodes carbina
- Isochromodes chaon
- Isochromodes chiron
- Isochromodes circumscripta
- Isochromodes confusata
- Isochromodes crassa
- Isochromodes curvilinea
- Isochromodes deminuta
- Isochromodes denotata
- Isochromodes despoliata
- Isochromodes differens
- Isochromodes dispar
- Isochromodes dissipata
- Isochromodes divergentata
- Isochromodes duplicata
- Isochromodes elegantaria
- Isochromodes epioneata
- Isochromodes extimaria
- Isochromodes fallax
- Isochromodes ferruginea
- Isochromodes flavopuncta
- Isochromodes fraterna
- Isochromodes fulvida
- Isochromodes fulvidula
- Isochromodes granula
- Isochromodes grisea
- Isochromodes infida
- Isochromodes innotata
- Isochromodes insticta
- Isochromodes jodea
- Isochromodes latifascia
- Isochromodes lignicolor
- Isochromodes lineata
- Isochromodes maculata
- Isochromodes maculosata
- Isochromodes miniata
- Isochromodes nebulosa
- Isochromodes nigripunctata
- Isochromodes obfuscata
- Isochromodes olivata
- Isochromodes orbiferata
- Isochromodes pallidifimbria
- Isochromodes palumbata
- Isochromodes pectinicornata
- Isochromodes peculiaris
- Isochromodes petropolisaria
- Isochromodes phyllira
- Isochromodes plana
- Isochromodes polvoreata
- Isochromodes propinqua
- Isochromodes punctata
- Isochromodes quadriplagiata
- Isochromodes rasata
- Isochromodes rubra
- Isochromodes rufigrisea
- Isochromodes sabularia
- Isochromodes sheila
- Isochromodes siennata
- Isochromodes sordida
- Isochromodes sparsata
- Isochromodes sterrhidopsis
- Isochromodes straminea
- Isochromodes subcincta
- Isochromodes submarginata
- Isochromodes subpicata
- Isochromodes subtractata
- Isochromodes subusta
- Isochromodes terminata
- Isochromodes tristaria
- Isochromodes turbinata
- Isochromodes umbrilinea
- Isochromodes undilinea
- Isochromodes venata
- Isochromodes vestigiata